# The Square Set
The Square Set é uma banda sessentista de rock da África do Sul, conhecida pela música "That's What I Want".

## Membros
- Neville Whitmill, vocais saiu em Outubro de 1968, retornando em 1972. [1]
- Keith Moffat, bateria no primeiro álbum.
- Derek Marks, contrabaixo. Deixou a banda em Outubro de 1968.
- Mercia Love, Vocais a partir de Novembro de 1967.
- Nol Klinkhamer, órgão. Saiu em Outubro de 1968, mas voltou em 1972.(Faleceu a 12 de Setembro de 2009)
- Don Robertson, bateria. Saindo em Setembro de 1967.
- Malcolm Postlethwaite, bateria. Entrou em Setembro de 1967.
- Mike Faure, sax 1968.
- Johnny Boshoff, baixo, em 1972.
- Tony Moore, bateria, em 1972.

## Discografia
- Silence Is Golden, Continental, ZB 8167, 1967
- Loving You Is Sweeter Than Ever, Gallotone, GALP 1573, 1968
- That's What I Want, Continental/Sony, SZB 8221, 1969